# 第52回朝日新聞社杯競輪祭
第52回朝日新聞社杯競輪祭（だい52かい あさひしんぶんしゃはい けいりんさい）は、2010年12月2日から5日まで、小倉競輪場で行われた競輪のGI競走である。

## KEIRINグランプリ2010への道
当大会終了後に、KEIRINグランプリ2010の出場全選手並びに同補欠選手が決定されることになっており、既に12月5日の決勝戦実施前に、以下5名の出場が決定。
- 村上博幸（第63回日本選手権競輪 優勝）
- 平原康多（第61回高松宮記念杯競輪 優勝）
- 市田佳寿浩（第19回寬仁親王牌・世界選手権記念トーナメント 優勝）
- 佐藤友和（第26回読売新聞社杯全日本選抜競輪 優勝）
- 山崎芳仁（第53回オールスター競輪 優勝）

なお、
- 2位村上義弘、5位武田豊樹、6位伏見俊昭の3名は、獲得賞金額上位で出場を確定させていた。

したがって、後述する決勝戦で、残る1名の座を争うことになった(決勝戦のメンバーの中でグランプリ2010の出場権を確定させているのは、優先出場権を得ている村上博幸と市田佳寿浩、獲得賞金上位者として確定している村上義弘の3人)。
1. G1優勝の村上博幸と市田あるいは獲得賞金2位の村上義弘の3名のいずれかが優勝した場合、獲得賞金5位武田と獲得賞金6位伏見は確定、獲得賞金11位海老根恵太は決勝戦で2着になれば確定となるが、3着以下なら獲得賞金8位山口幸二が確定。
2. 11位海老根を含む上記の6名が優勝した場合、当該選手が確定となる。

## 決勝戦
新田の猛追を凌ぎ、1/4輪差で海老根が捲り残って優勝。前年のKEIRINグランプリ09王者が最後の最後で、2年連続2度目のGP出場権を獲得した。

### 成績
12月5日(日)
| 着順 | 車番 | 選手       | 登録地 | 着差     | 決まり手 | 上がり(秒) | H/B |
| ---- | ---- | ---------- | ------ | -------- | -------- | ---------- | --- |
| 1    | 1    | 海老根恵太 | 千葉   |          | 捲り     | 11.5       |     |
| 2    | 4    | 新田祐大   | 福島   | 1/4車輪  | マーク   | 11.3       |     |
| 3    | 8    | 岡部芳幸   | 福島   | 3/4車身  |          | 11.3       |     |
| 4    | 2    | 市田佳寿浩 | 福井   | 1車身1/2 |          | 11.6       |     |
| 5    | 7    | 山口富生   | 岐阜   | 2車身    |          | 12.0       |     |
| 6    | 6    | 飯嶋則之   | 栃木   | 1/2車輪  |          | 12.0       |     |
| 7    | 3    | 深谷知広   | 愛知   | 3/4車輪  |          | 12.2       | HB  |
| 8    | 5    | 村上博幸   | 京都   | 3/4車身  |          | 12.1       |     |
| 9    | 9    | 村上義弘   | 京都   | 2車身    |          | 12.2       |     |

### 配当金額
| 枠番二連勝複式 | 1=4   | 1170円  |
| 枠番二連勝単式 | 1-4   | 2340円  |
| 車番二連勝複式 | 1=4   | 2020円  |
| 車番二連勝単式 | 1-4   | 4150円  |
| 三連勝複式     | 1=4=8 | 1850円  |
| 三連勝単式     | 1-4-8 | 10600円 |
| ワイド         | 1=4   | 740円   |
| ワイド         | 1=8   | 1160円  |
| ワイド         | 4=8   | 540円   |

## 特記事項
- 決勝戦の地上波中継は、テレビ朝日《ANN系列・朝日放送・名古屋テレビ・九州朝日放送[注 1]・熊本朝日放送 全5局ネット》。また一部放送局[注 2]では、CS放送の同時ネットを行った。

- 四日間の総売上は110億8138万1300円で、目標額の115億円には届かなかった。